# Diplazium caudatum
Diplazium caudatum — вид рослин з родини безщитникові (Athyriaceae). Етимологія: лат. cauda — «хвіст».

## Опис
Рослина з довгим, товстим, повзучим кореневищем до 40 см. Листя (50)70–150(190) см завдовжки й 25–50 см шириною, два-три рази перисте, від трав'янистого до темно-зеленого кольору, від яйцюватої до ланцетної форми. Спори (22) 26–36 (41) мкм.

## Поширення
Ендемік Макаронезії, Іспанії, Гібралтару. Це наземна папороть, яка росте в основному на схилах і в ярах в тінистих, вологих, субтропічних лісах на висотах від 250 до 800 м.

## Галерея

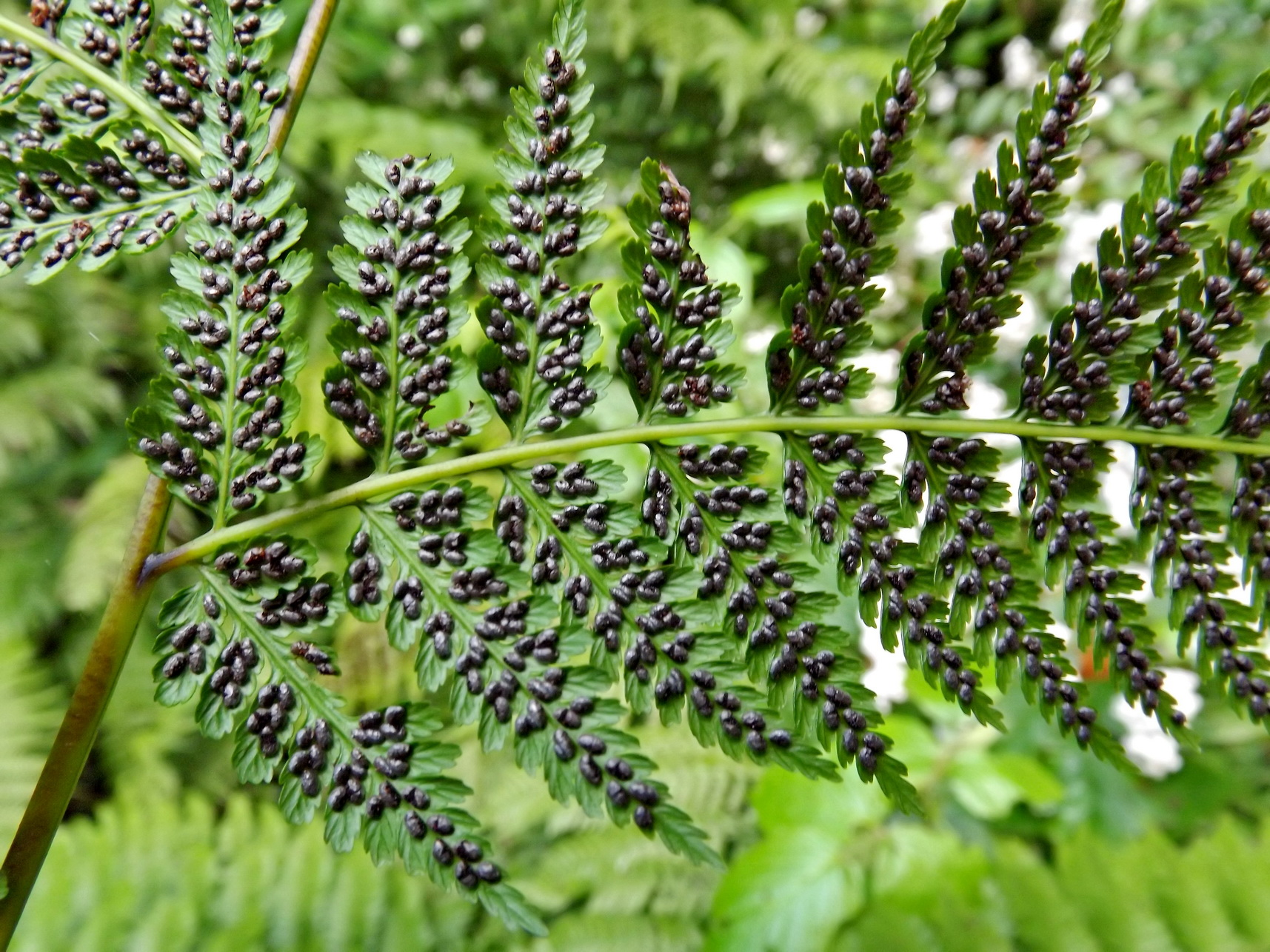